# Torneo de Orlando
El Verizon Tennis Challenge fue un torneo de tenis que perteneció a Grand Prix Tennis Circuit y la Asociación de Tenistas Profesionales (ATP).
Se llevó a cabo en los Estados Unidos, en Fort Myers, Florida en 1985 y 1986, en Orlando, Florida desde 1987 hasta 1991, y en el Atlanta Athletic Club en lo que ahora es Johns Creek, Georgia desde 1992 hasta 2001. El torneo se jugó en canchas duras al aire libre desde 1985 hasta 1991 y en canchas de tierra batida al aire libre desde 1992 hasta 2001.

## Finales

### Individuales masculinos
| Ciudad     | Año               | Campeón              | Finalista            | Resultado     |
| Fort Myers | 1985              | Ivan Lendl           | Jimmy Connors        | 6-3, 6-2      |
| Fort Myers | 1986              | Ivan Lendl           | Jimmy Connors        | 6-2, 6-0      |
| Orlando    | 1987              | Christo van Rensburg | Jimmy Connors        | 6-3, 3-6, 6-1 |
| Orlando    | 1988              | Andrei Chesnokov     | Miloslav Mečíř       | 7-6(6), 6-1   |
| Orlando    | 1989              | Andre Agassi         | Brad Gilbert         | 6-2, 6-1      |
| Orlando    | 1990              | Brad Gilbert         | Christo van Rensburg | 6-2, 6-1      |
| Orlando    | 1991              | Andre Agassi         | Derrick Rostagno     | 6-2, 1-6, 6-3 |
| Atlanta    |                   |                      |                      |               |
| 1992       | Andre Agassi      | Pete Sampras         | 7-5, 6-4             |               |
| 1993       | Jacco Eltingh     | Bryan Shelton        | 7-6(1), 6-2          |               |
| 1994       | Michael Chang     | Todd Martin          | 6-7(4), 7-6(4), 6-0  |               |
| 1995       | Michael Chang     | Andre Agassi         | 6-2, 6-7(6), 6-4     |               |
| 1996       | Karim Alami       | Nicklas Kulti        | 6-3, 6-4             |               |
| 1997       | Marcelo Filippini | Jason Stoltenberg    | 7-6(2), 6-4          |               |
| 1998       | Pete Sampras      | Jason Stoltenberg    | 6-7(2), 6-3, 7-6(4)  |               |
| 1999       | Stefan Koubek     | Sébastien Grosjean   | 6-1, 6-2             |               |
| 2000       | Andrew Ilie       | Jason Stoltenberg    | 6-3, 7-5             |               |
| 2001       | Andy Roddick      | Xavier Malisse       | 6-2, 6-4             |               |

### Dobles masculinos
| Ciudad     | Año  | Campeones                    | Finalistas                         | Resultado     |
| Fort Myers | 1985 | Ken Flach Robert Seguso      | Sammy Giammalva Jr. David Pate     | 6-3, 3-6, 6-3 |
| Fort Myers | 1986 | Ivan Lendl Andrés Gómez      | Peter Doohan Paul McNamee          | 7-5, 6-4      |
| Orlando    | 1985 | Kim Warwick Sherwood Stewart | Paul Annacone Christo van Rensburg | 2-6, 7-6, 6-4 |